# Five Pounds Reward
Pour plus de détails, voir Fiche technique et Distribution.
Five Pounds Reward est un court métrage britannique réalisé par Adrian Brunel, sorti en 1920.

## Synopsis
Un comte demande à un fermier la main de sa fille, mais celui-ci pose comme condition le fait que le comte doit travailler à la ferme de quoi gagner 5 livres.

## Fiche technique
- Titre original : Five Pounds Reward
- Réalisation : Adrian Brunel
- Scénario : A.A. Milne
- Photographie : H.M. Lomas
- Production : Leslie Howard
- Société de production : Minerva Films
- Société de distribution : Minerva Films
- Pays d'origine :  Royaume-Uni
- Langue originale : anglais
- Format : Noir et blanc  — 35 mm — 1,33:1 — Film muet
- Genre : Comédie
- Durée : 2 bobines
- Dates de sortie : Royaume-Uni : octobre 1920

## Distribution
- Leslie Howard : Tony Marchmont
- Barbara Hoffe : Audrey Giles
- Sydney Lewis Ransome : Giles (le fermier)

## Production
« The exteriors were shot locally, or in London, with the exception of “£5 Reward”, which we went to Iver to do. (This was probably the first film to be made in …, where about seventeen years later the famous Pinewood Studios were built) »
— Adrian Brunel : Nice Work: Thirty Years in British Film Production

« Les extérieurs étaient tournés localement, ou à Londres, à l'exception de £5 reward, que nous sommes allés faire à Iver (Ce fut probablement le premier film à être tourné..., là où quelque 17 ans après les célèbres Pinewood Studios ont été construits). »